# الجمعية الملكية لمنع القسوة على الحيوانات
الجمعية الملكية لمنع القسوة على الحيوانات (بالإنجليزية: The Royal Society for the Prevention of Cruelty to Animals)‏ واختصارًا (RSPCA)، هي مؤسسة خيرية تعمل في إنجلترا وويلز وتعمل على تعزيز الرفق بالحيوان. في عام 2017، حققت المؤسسة في 141،760 شكوى قسوة وحصلت على 1492 إدانة. كما أنقذت المؤسسة الخيرية وجمعت 114،584 حيوانًا، ووضعت 222،664 شريحة إلكترونية وأعادت توطين 44،611 حيوانًا. وتعتبر من أقدم الجمعيات لحماية الحيوان في العالم.

## نُبذة
للجمعية أكثر من 3,000 فرع، في إنجلترا، وويلز، بالإضافة إلى الفروع الموجودة في كثير من دول الكمنولث. ويتم تمويل أنشطة الجمعية من حصيلة الاشتراكات، والتبّرعات، والتَّركات.
تستخدم الجمعية حوالى 250 مفتشًا، يرتدون زيًا خاصًا، في إنجلترا وويلز. ومهمتهم الأساسية إنقاذ الحيوانات المعرضة للخطر، والتحقيق في حالات القسوة على الحيوان. وتدير الجمعيةُ مستشفياتٍ وأكثر من 60 مستوصفًا، حيث تتلقى الحيواناتُ المنزليّة الأليفة، علاجًا مجانيًا. كما يوجد بالجمعية حوالي 60 بيتًا للكلاب، يتم فيها إيواء الحيوانات الضالة وغير المرغوبة.
تصدر عن الجمعية مجلتان، إحداهما بعنوان الجمعية الملكية للرفق بالحيوان اليوم، وهي للأعضاء الراشدين والأخرى بعنوان عادات الحيوان، للأطفال. كما يقوم محاضرون من الجمعية بزيارة المدارس للتحدث مع الأطفال، حول سبل رعاية الحيوانات. وتتبنَّى الجمعيةُ، حملاتً ضد أنشطة معينة، كصيد الغزال، ومطاردة الأرنب البريّ. كما تقدم جوائز على الشجاعة في إنقاذ الحيوانات.

## الموقع
يقع المقر الرئيسيّ للجمعية في مدينة هورشَم، في مقاطعة سسكس، في إنجلترا. وفي وسع كل من يتجاوز عمره 18 سنة أن يكتسب عضوية الجمعية، أما الأطفال فبوسعهم الانضمام للجمعية مدافعين عن الحيوان، ويقوم الأعضاء بانتخاب الهيئة التي تشرف على الجمعية، وتُسمّى المجلس.
وقد قام بتأسيس الجمعية في عام 1824 م، آرثر بروم، وهو من رجال الكنيسة في لندن. وفي عام 1835 م، أصبحت الأميرة، الملكة فيما بعد، فكتوريا أول راعية للجمعية.

## ببليوغرافيا
- Antony Brown, Who Cares For Animals: 150 years of the RSPCA (London: Heinemann, 1974).
- Li Chien-hui, "A Union of Christianity, Humanity, and Philanthropy: The Christian Tradition and the Prevention of Cruelty to Animals in Nineteenth-Century England," Society and Animals 8/3 (2000): 265–285.
- Edward G. Fairholme and Wellesley Pain, A Century of Work For Animals: The History of the RSPCA, 1824–1934 (London: John Murray, 1934).
- Lori Gruen, Ethics and Animals: An Introduction (Cambridge UK: Cambridge University Press, 2011). (ردمك 978-0-521-71773-1)
- Hilda Kean, Animal Rights: Political and Social Change in Britain since 1800 (London: Reaktion Books, 2000). (ردمك 9781861890610)
- Shevawn Lynam, Humanity Dick Martin 'King of Connemara' 1754–1834 (Dublin: Lilliput Press, 1989). (ردمك 0 946640 36 X)
- Vaughan Monamy, Animal Experimentation: A Guide to the Issues (Cambridge UK; New York:Cambridge University Press, 2000). (ردمك 0521667860)
- Arthur W. Moss, Valiant Crusade: The History of the RSPCA (London: Cassell, 1961).
- Harriet Ritvo, The Animal Estate: The English and Other Creatures in the Victorian Age (Cambridge, Massachusetts: Harvard University Press, 1987). (ردمك 0-674-03706-5)
- Richard D. Ryder, Animal Revolution: Changing Attitudes Towards Speciesism Rev Ed (Oxford; New York: Berg, 2000). (ردمك 978-1-85973-330-1)
- Kathryn Shevelow, For The Love of Animals: The Rise of the Animal Protection Movement (New York: Henry Holt, 2008).